# Tripsacum peruvianum
Tripsacum peruvianum är en gräsart som beskrevs av De Wet och Timothy. Tripsacum peruvianum ingår i släktet Tripsacum och familjen gräs. Inga underarter finns listade i Catalogue of Life.